# ケンブルの滝
ケンブルの滝 (英: Kemble's Cascade, Kemble 1) またはケンブルのカスケードは、きりん座にあるアステリズム。5等星から10等星までの色とりどりの20あまりの星が約3度にわたってほぼ一直線に並び、その端がコンパクトな散開星団NGC 1502に流れ込んでいるように見えることから滝になぞらえられている。
フランシスコ会修道士でアマチュア天文家のルシアン・ケンブル神父は、アメリカの天文普及者として知られるウォルター・スコット・ヒューストンに宛てた手紙の中で、自分が7×35の双眼鏡で観望中に見つけたこの一連の星の並びを「北西から散開星団NGC 1502へと流れ落ちる美しい滝」と表した。これに感銘を受けたヒューストンは、1980年に天文雑誌『Sky & Telescope』誌のコラム「Deep Sky Wonders」でこの星々についての記事を書き、ケンブル神父に敬意を表して「Kemble's Cascade」と命名して世に広めた。
ケンブル神父はこの他にも、カシオペヤ座を小さくしたようなりゅう座のアステリズム「ケンブル2 (Kemble 2)」や、尾のある凧のような形をしたきりん座のアステリズム「ケンブルの凧 (Kemble's Kite)」にも名を遺している。また、小惑星78431 Kembleは彼にちなんで命名された。
ケンブルの滝は、1980年代に縦スクロールシューティングゲームのモデルとされ、2014年にはそれをボードゲーム化した「ケンブルカスケード」が販売された。